# Plagiocefalia
La plagiocefalia è la deformazione della testa del neonato durante i primi mesi di vita; il peso e la posizione della testa influiscono sulle ossa craniche ancora elastiche.

## Eziopatogenesi
Le ossa del neonato sono morbide e solo con lo sviluppo diventeranno rigide; nel primo periodo di vita è facile quindi che assumano forme non consone in relazione alla postura che il bambino assume, cosa che si verifica in particolare per la testa.
Non è raro vedere bimbi con la testa asimmetrica già alla nascita, soprattutto in caso di parto gemellare.
Comunque sia negli ultimi vent'anni, sulla scorta delle indicazioni pediatriche di non far dormire il bimbo prono o di fianco per contrastare il fenomeno della SIDS, la cosiddetta plagiocefalia posturale è di fatto diventata un passaggio fondamentale nella vita di ogni bambino.

## Clinica
La plagiocefalia è estremamente comune: uno studio recente calcola una incidenza del 46,6%; in altri termini quasi la metà dei neonati ha una qualche forma di plagiocefalia. Di conseguenza, la plagiocefalia non dovrebbe essere considerata una forma patologica.
Tra le manifestazioni più ricorrenti, dovute a una compressione ossea o muscolare, possono esserci frequenti e abbondanti rigurgiti. Da notare che la plagiocefalia può essere causata da un torcicollo congenito (il bambino ha la tendenza a ruotare la testa sempre da un lato).

## Trattamento
In genere basta un po' di attenzione da parte dei genitori nel ruotare la testa del bimbo il più spesso possibile, in maniera che il peso non sia esercitato sempre sullo stesso lato della testa.
Inoltre in caso di alterazioni non troppo gravi, col passar dei mesi è proprio lo stesso bambino a muoversi di più e a risistemare la situazione, in quanto le ossa sono ancora abbastanza elastiche da poter riprendere una forma più o meno sferica; è possibile inoltre ricorrere a soluzioni ortopediche come i caschi.

## Plagiocefalia, trattamento con un casco
Il trattamento con ortesi cranica è consigliabile nei casi più severi di plagiocefalia e qualora non siano stati riscontrati miglioramenti apprezzabili con il riposizionamento.

### Principio di funzionamento
Il principio di funzionamento dell'ortesi cranica è semplice: il casco fa sì che la crescita del cranio avvenga principalmente in direzione delle zone piatte, così che esse possano espandersi fino al raggiungimento delle zone protruse.
Il casco direziona la crescita cranica verso le parti piatte lasciando delle camere di espansione (ossia, dei vuoti) e creando, invece, contatto in corrispondenza delle zone protruse della testa.

### Età di trattamento
È possibile ricorrere al trattamento con ortesi modellante a partire dal quinto mese di vita e comunque secondo indicazione medica.
È consigliabile iniziare il trattamento entro l'anno di età: infatti, l'età di inizio trattamento è un fattore determinante per la durata e l'efficacia della terapia ortesica.
La durata del trattamento dipende dall'età del neonato e della gravità della plagiocefalia.

### Efficacia
La terapia con casco consente di ottenere risultati più apprezzabili e in tempi decisamente più rapidi rispetto al tradizionale riposizionamento, il quale risulta inefficace dopo il quarto mese, dal momento che il neonato inizia a muoversi di più in maniera autonoma.
La testa riacquista una forma consona senza alcuna complicazione per la crescita cerebrale.

### Controindicazioni
I caschi per plagiocefalia posizionale sono ausili ortopedici pensati appositamente per i neonati, pertanto non ci sono particolari controindicazioni e possono essere utilizzati senza limitare i movimenti e lo sviluppo dei bambini.
Un fattore da non trascurare è, tuttavia, il peso dell'ortesi, che varia a seconda della tecnica di costruzione del dispositivo.
In Italia, sono state sviluppate tecniche di realizzazione attraverso stampante 3D, che consentono di ottenere un ortesi particolarmente leggera.